# Ditrichocorycaeus subtilis
Ditrichocorycaeus subtilis is een eenoogkreeftjessoort uit de familie van de Corycaeidae. De wetenschappelijke naam van de soort is voor het eerst geldig gepubliceerd in 1912 door M.Dahl.